# Ukiah (Oregon)
Ukiah (kiejtése: juːkaɪʌ) az Amerikai Egyesült Államok Oregon államának Umatilla megyéjében, a U.S. Route 395 és az Oregon Route 244 csomópontjában elhelyezkedő város, a Pendleton–Hermiston mikrostatisztikai körzet része. A 2020. évi népszámláláskor 159 lakosa volt.

## Története
A Camas Land Company alapította 1890 augusztusában;  E. B. Gambee nevezte el a Kalifornia állambeli Ukiah-ról.
Az 1890 szeptemberében megnyílt posta első vezetője DeWitt C. Whiting volt.

## Éghajlat
Senecával együtt itt mérték a leghidegebbet: a Szibérián és Észak-Amerikán 1933. február 9-én átvonuló hidegfront során -48 °C volt; mivel Senecában február 10-én is ugyanilyen hideg volt, a rekordhoz azt a települést rögzítették.
A város éghajlata mediterrán (a Köppen-skála szerint Csb).
| Hónap                                   | Jan.  | Feb.  | Már.  | Ápr.  | Máj.  | Jún. | Júl. | Aug. | Szep. | Okt.  | Nov.  | Dec.  | Év    |
| --------------------------------------- | ----- | ----- | ----- | ----- | ----- | ---- | ---- | ---- | ----- | ----- | ----- | ----- | ----- |
| Rekord max. hőmérséklet (°C)            | 16,0  | 21,0  | 24,0  | 31,0  | 34,0  | 38,0 | 41,0 | 43,0 | 40,0  | 33,0  | 24,0  | 20,0  | 43,0  |
| Átlagos max. hőmérséklet (°C)           | 2,6   | 6,2   | 9,4   | 13,7  | 17,7  | 22,5 | 27,9 | 28,0 | 23,4  | 17,2  | 8,2   | 3,3   | 15,1  |
| Átlagos min. hőmérséklet (°C)           | −9,8  | −7,3  | −4,7  | −2,4  | 0,5   | 3,3  | 4,3  | 3,8  | −0,8  | −3,4  | −5,3  | −8,4  | −2,5  |
| Rekord min. hőmérséklet (°C)            | −43,0 | −48,0 | −27,0 | −13,0 | −11,0 | −8,0 | −6,0 | −7,0 | −13,0 | −19,0 | −36,0 | −39,0 | −48,0 |
| Átl. csapadékmennyiség (mm)             | 49    | 38    | 36    | 36    | 44    | 42   | 14   | 17   | 21    | 34    | 49    | 54    | 434   |
| Forrás: Western Regional Climate Center |       |       |       |       |       |      |      |      |       |       |       |       |       |

## Népesség
| Lakosok száma | 249  | 250  | 255  | 186  | 159  |
|               | 1980 | 1990 | 2000 | 2010 | 2020 |

## Oktatás
A Ukiah-i Tankerület lefedettségi körzetébe tartozik.
1969-ben a középiskolában 24-en tanultak, ezzel a Jewelli Középiskolával együtt itt volt a legalacsonyabb a diáklétszám.

## Fordítás
- Ez a szócikk részben vagy egészben  az   Ukiah, Oregon című angol Wikipédia-szócikk ezen változatának fordításán alapul.  Az eredeti cikk szerkesztőit annak laptörténete sorolja fel. Ez a jelzés csupán a megfogalmazás eredetét és a szerzői jogokat jelzi, nem szolgál a cikkben szereplő információk forrásmegjelöléseként.